# Луников залив
Луников залив (лат. Sinus Lunicus) је мањи лунарни облик карактерисан као залив, смештен уз јужну ивицу Мора киша (Mare Imbrium) на Месецу. Овај залив је познат и као „Lunik Bay“ због историјског значаја везаног за мисију Луне 2. Луников залив је место где је први пут у људској историји људски објекат доспео на Месец.

## Географска локација и карактеристике
Sinus Lunicus се налази између великих ударних кратера:
- Кратер Архимед (Archimedes) – на југозападној ивици,
- Кратер Аутолик (Autolycus) – на југоисточној ивици,
- Кратер Аристил (Aristillus) – на североисточној ивици.

Залив је отворен према северозападу и гледа ка планинском ланцу Montes Spitzbergen. Димензије Sinus Lunicus износе приближно 126 километара у пречнику, а селенографске координате су око 32.4° северне географске ширине и 1.9° западне географске дужине.

## Историјски контекст и именовање
Луников залив је именован 1970. године од стране Међународне астрономске уније (IAU) у част совјетске мисије Луна 2. Луна 2 је 14. септембра 1959. године успела да импактира Месец, чиме је постала први људски направљени објекат који је допрео до површине неког другог планетарног тела.

## Научна истраживања
Овде су обављена прва истраживања на површини Месеца, а подаци добијени спровођењем мисије Луна 2 потврдили су да Месец нема значајно магнетно поље ни атмосферу.